# 김해서부소방서
 · 
김해서부소방서(金海西部消防署, Gimhae Seobu Fire Station)는 경상남도 김해시의 일부를 관할하는 경상남도 소방본부 산하의 소방서이다.
소방서장은 소방정으로 보한다.

## 조직
| - 소방행정과 - 소방행정팀 - 예산장비팀 | - 예방안전과 - 안전지도팀 - 예방교육팀 - 민원팀 | - 현장대응단 - 구조구급팀 - 대응조사팀 - 지휘조사 1,2,3팀 |

## 관할센터 및 관할구역
김해서부소방서는 6개의 119안전센터와 1개의 구조대를 산하에 두고 있다.
| 명칭                     | 사진 | 주소                   | 관할구역                                               | 지역대 |
| ------------------------ | ---- | ---------------------- | ------------------------------------------------------ | ------ |
| 진례119안전센터          |      | 진례면 서부로 730      | 진례면                                                 |        |
| 장유119안전센터          |      | 번화2로 12             | 장유1·2동                                              |        |
| 율하119안전센터          |      | 율하4로 112            | 장유 3동                                               |        |
| 진영119안전센터          |      | 진영읍 장등로 4        | 진영읍                                                 |        |
| 한림119안전센터          |      | 한림면 한림로401길 50  | 한림면                                                 |        |
| 주촌119안전센터          |      | 주촌면 서부로1638길 19 | 주촌면                                                 |        |
| 김해서부소방서 119구조대 |      | 진례면 서부로 730      | 경상남도 김해시 장유동, 진영읍, 진례면, 한림면, 주촌면 |        |

## 같이 보기
- 대한민국 소방청
- 대한민국의 소방
- 대한민국 소방공무원